# Supertaça de Portugal de Râguebi Feminino
Supertaça de Portugal de Rugby Feminino (Union/Sevens)
A Supertaça de Portugal de Rugby Feminino (English: Portuguese Women’s Rugby Super Cup) é uma competição organizada pela Federação Portuguesa de Rugby (FPR). Esta competição é disputada entre o vencedor ou finalista da Taça de Portugal e o vencedor do Campeonato Nacional. A partir da época 2012/13 a segunda variante desta competição rugby sevens tomou o seu lugar.

## Supertaça de Portugal de Râguebi Campeões
| Variante | Época   | Vencedor                | Resultado       | Finalista               |
| Sevens   | 2019/20 |                         | -               |                         |
| Sevens   | 2018/19 | Sporting CP             | 17-0            | SL Benfica              |
| Sevens   | 2017/18 | Sporting CP             | 37-0            | AEES Agrária de Coimbra |
| Sevens   | 2016/17 | SL Benfica              | 12-10           | Sporting CP             |
| Sevens   | 2015/16 | SL Benfica              | 12-7            | Sporting CP             |
| Sevens   | 2014/15 |                         | Não se realizou |                         |
| Sevens   | 2013/14 | SL Benfica              | 21-10           | CR Técnico              |
| Union    | 2012/13 | SL Benfica              | 34-5            | AEIS Agrária de Coimbra |
| Union    | 2011/12 | SL Benfica              | 20-14           | CR Técnico              |
| Union    | 2010/11 | SL Benfica              | 24-3            | CR Técnico              |
| Union    | 2009/10 | SL Benfica              | 26-0            | CDUP                    |
| Union    | 2008/09 | SL Benfica              | 20-5            | AEIS Agrária de Coimbra |
| Union    | 2007/08 | SL Benfica              | 12-0            | AEIS Agrária de Coimbra |
| Union    | 2006/07 |                         | Não se realizou |                         |
| Union    | 2005/06 | AEIS Agrária de Coimbra | -               | SL Benfica              |
| Union    | 2004/05 | AEIS Agrária de Coimbra | -               | SL Benfica              |